# Perrigo
Perrigo (hebrejsky: פריגו, zkratka PRGO) je americká firma.

## Dějiny a popis firmy
Jde o firmu působící ve farmaceutickém průmyslu. Sídlo firmy je ve městě Allegan v USA. Firma je obchodována na burze NASDAQ a také na Telavivské burze cenných papírů v Izraeli, kde je zařazena do indexu TA-25. Založil ji roku 1887 Luther Perrigo a během 20. let 20. století už expandovala do celého amerického středozápadu. V roce 2005 pohltila izraelskou firmu Agis Industries. Celkem v ní pracuje 7000 lidí a má výrobní a skladové kapacity v USA, Izraeli, Velké Británii, Mexiku, Německu a Číně. Ředitelem firmy je Joseph C. Papa.
Podle dat z roku 2010 byla firma Perrigo Israel (bývalý Agis) 2. největším podnikem v Izraeli v sektoru farmaceutického průmyslu podle obratu, který roku 2010 dosáhl 1,648 miliardy šekelů, a 41. největším průmyslovým podnikem v zemi.